# География на Южна Корея
Южна Корея е държава в Източна Азия. Площта ѝ е 100 210 km² (107-о място в света), а населението към 1 януари 2020 е 51 270 000.

## Географско положение, граници, големина, брегова линия
Южна Корея заема южната част на Корейския полуостров в Източна Азия, като на север граничи със Северна Корея (дължина на границата – 248 km), на изток се мие от водите на Японско (брегова линия – 490 km), а на запад и юг – от водите на Жълто море (1620 km). На югоизток Корейският проток я отделя от Япония. Източните ѝ брегове са предимно планински, слабо разчленени. Западните и особено южните брегове на страната са предимно равнинни, но силно разчленени, с множество заливи и естествени пристанища, но тук корабоплаването е затруднено поради въздействието на силни приливно-отливни течения. Има и множество острови, най-големите от които са Коджедо, Чеджудо, Чиндо и др. Южният бряг е характерен със своите заливи и заливчета, където островите представляват остатъци от някогашните планини, а заливите – съответно долини и равнини. Дълбочината на Корейския пролив и Жълто море е по-малка от 100 м, затова районът се характеризира с плитък континентален шелф. Тези сравнително недълбоки морета са важни за местния риболов, а там се търси и петрол.
Територията на Южна Корея се простира между 33°07′ и 38°37′ с.ш. и между 125°05′ и 129°35′ и.д. Крайните точки на страната са:
- крайна северна точка – (38°37′05″ с. ш. 128°21′28″ и. д. / 38.618056° с. ш. 128.357778° и. д.), на брега на японско море, на границата със Северна Корея.
- крайна южна точка – (33°06′46″ с. ш. 126°16′04″ и. д. / 33.112778° с. ш. 126.267778° и. д.), остров Мара в Жълто море.
- крайна западна точка – (34°04′32″ с. ш. 125°05′00″ и. д. / 34.075556° с. ш. 125.083333° и. д.), остров Сохинсандо в Жълто море.
- крайна източна точка – (36°02′46″ с. ш. 129°25′01″ и. д. / 36.046111° с. ш. 129.416944° и. д.), нос чангигап на брега на Японско море.

## Релеф
В източната част на полуострова са разположени Източнокорейските планини, представляващи система от паралелни хребети, простиращи се от север на юг: Тхебек (1638 m), Кванджу, Кьонсан (1240 m) и др. В южната част се простират югозападните разклонения на тези планини: Собек (вр. Чирисан със своите 1915 m), Норьон и др., които южно от 36° с.ш. носят названието Южнокорейски планини. Низините и равнините заемат около 1/4 от територията на страната и се намират предимно по крайбрежието на Жълто море.

## Геоложки строеж, полезни изкопаеми
Страната е разположена в източната част на Китайско-Корейската платформа, изградена основно от докамбрийски гранити, гнайси и метаморфни шисти. Той е засегнат от нагънати деформации, раздробен е и в редица места е пронизан от мезозойски интрузивни вулканични скали, с които са свързани многочислените рудни находища. В Южна Корея значителни са и находищата на полиметални руди, съставните компоненти на които са олово, цинк, мед и др. метали. Основните находища на медни руди са Йонсан, Сонхин; на волфрамови руди – Сандон, Манньон; на молибденови руди – Къймгансан; на хромови руди – Йончхон.

## Климат
Климатът в Южна Корея е относително умерен, с четири добре изразени сезона. Той е обусловен от географското разположение на страната в близост до Централна Азия и Тихия океан, като доминиращо е континенталното влияние. Климатът е влажен и се отнася към източноазиатския мусонен тип.
Пролетта започва с първите лястовици и цъфтежа на вишните през втората половина на март или в началото на април. Постепенно, от март към май, нараства обемът на валежите, като дъждовете са меки, което е много благоприятно за селскостопанските работи. През пролетта розата на ветровете е разнообразна, като в началото ветрове духат от северозапад, а после – от юг. Пролетта като правило е кратка, продължителността ѝ е не повече от два месеца – април и май. Лятото е горещо и дъждовно, като валежите са концентрирани през летните месеци от юни до септември. То обикновено започва през юни, когато температурите надвишават 20 градуса. Лятото носи със себе си циклонни бури и мусонни дъждове. Южният бряг е подложен на влиянието на късни летни тайфуни, които довеждат силни ветрове и валежи. Най-високата температура – 40 градуса по Целзий е отбелязана в Тегу на 1 август 1942 г. Есента е сравнително кратка – от октомври до ноември. През това време горещият и влажен летен мусон отстъпва място на студения и сух зимен мусон. През октомври над по-голямата част от страната се установява ясно и тихо време. Зимните температури са по-високи по протежение на южния бряг и значително по-ниски във вътрешната планинска част.
Средногодишните валежи варират от 1370 mm в Сеул до 1470 mm в Пусан, с по-силни валежи основно през лятото . Най-влажният месец е юли, когато дневният обем на валежите може да достигне 200 mm, а понякога даже 300 mm. Средномесечната температура за януари в Сеул е в обхвата от -7 до 1°C, а средната температура за юли варира от 22 до 29°C.

## Води
Южна Корея притежава гъста речна мрежа, но реките, особено вливащите се в Японско море, са къси, планински, с предимно дъждовно подхронване и с ясно изразен летен максимум на оттока. Най-големите реки са: Нактонган (511 km), Ханган (494 km), Къймган (398 km), Имджинган (274 km), Сомджинган (229 km). Водите на повечето от тях се използват за напояване и местно корабоплаване (в най-долните течения). На много от тях са построени язовири, а в основата на преградните им стени ВЕЦ-ове за добив на електроенергия.

## Почви, растителност
Почвите в страната са главно кафяви горски и планински горски. Развити са още планински подзолисти и сиви горски почви. В низините и по долините на реките са разпространени плодородни алувиални почви, отличаващи се с голямо богатство и разнообразие. Във флората на Южна Корея има представители на флората на Източен Китай и Япония. По данни от 1993 година около 60% от територията на страната е покрита с гори и храсти, а обработваемите земи са около 14%. Долният планински пояс на височина до 300 m е зает от субтропични вечнозелени гори и храсти, а нагоре следват широколистни гори представени от дъб, ясен, кестен и др. Горите в равнините са почти унищожени и повсеместно са земеделски усвоени.

## Животински свят
Фауната на Южна Корея не е много богата на видове. От големите бозайници все още се срещат леопард, петнист елен, зубър, кабарга. Птиците са представени от фазани, черни зеленоглави патици, патици мандаринки и др. Реките и крайбрежните райони са богати на риба, от които 75 вида имат промишлено значение (минтай, скумрия, тон, селда и др.). Обект на промишлен риболов са също крабове, скариди, морски таралежи, молюски, трепанги.

## Природни райони
В зависимост от релефа, геоложкия строеж, климата, водите и растителността територията на Северна Корея се поделя на 3 природни района:
- Западни равнини – хълмисти, земеделски усвоени равнини, пресечени от ниски възвишения и силно разчленено крайбрежие.
- Източнокорейски планини – покрити със смесени гори, храсти и пасища и са обект на планински туризъм.
- Южно крайбрежие и острови – планинско-хълмиста местност със силно разчленени брегове, субтропичен климат и вечнозелени гори и храсти.[1]